# Macroglossum stellatarum
A mariposa-esfinge-colibri (Macroglossum stellatarum) é uma espécie de insetos lepidópteros, mais especificamente de traças, pertencente à família Sphingidae.
Têm esse nome pois têm tamanho e aparência de colibri.

## Taxonomia
A autoridade científica da espécie é Linnaeus, tendo sido descrita no ano de 1758.

## Distribuição  e habitat
Trata-se de uma espécie presente no território português., Passa o verão  no norte da Eurásia, ilhas do norte do Japão e na Islândia, passa o verão na Ásia meridional, na Indochina e no Magrebe, e passa o ano todo na Europa, Japão, norte de África e Ásia central.